# Сверхскопление Волос Вероники
Сверхскопление Волос Вероники (SCl 117) — сверхскопление галактик в созвездии Волосы Вероники. Сверхскопление находится на расстоянии 300 миллионов световых лет от Земли в центре Великой стены CfA2. Сверскопление имеет близкую к сферической форму, достигая в диаметре 20 миллионов световых лет, и содержит более 3000 галактик. Основными скоплениями в сверхскоплении являются скопление Волос Вероники (Abell 1656) и скопление Льва (Abell 1367).
Сверхскопление Волос Вероники является ближайшим к сверхскоплению Девы массивным скоплением галактик. Будучи одним из первых обнаруженных сверхскоплений, Сверскопление Волос Вероники помогло астрономам понять крупномасштабную структуру Вселенной.